# Der 32. August auf Erden
Der 32. August auf Erden (französischer Originaltitel: Un 32 août sur terre) ist ein kanadisches Filmdrama von Denis Villeneuve aus dem Jahr 1998.

## Handlung
Nach einem Autounfall will die junge Kanadierin Simone ihrem Leben eine neue Richtung geben. Während die Zeit an einem fiktiven 32. August stillzustehen scheint, beschließt sie, ein Kind zu bekommen. Sie bittet ihren besten (platonischen) Freund Philippe, als Erzeuger zu fungieren. Dieser erklärt sich einverstanden, will aber ihrem Wunsch an einem ungewöhnlichen Ort nachkommen: der Großen Salzwüste in Utah, USA. Der Ausflug in die Salzwüste endet jäh, als das Paar den Leichnam eines Unbekannten findet, der offenbar das Opfer eines Polizeiübergriffs wurde. Nach ihrer Rückkehr wird sich Simone über ihre Liebe zu Philippe klar, doch am Ort ihrer Verabredung wird Philippe von einer Gruppe junger Männer willkürlich zusammengeschlagen. Simone wacht im Krankenhaus neben dem im Koma liegenden Philippe, von dem man nicht weiß, ob er jemals wieder erwachen wird. In seinen Träumen trifft Philippe Simone in der Salzwüste wieder.

## Hintergrund
Der 32. August auf Erden wurde im Mai 1998 im Rahmen der Sektion Un Certain Regard auf den Filmfestspielen von Cannes gezeigt. Am 17. September 1998 lief er auf dem Toronto International Film Festival.
Am 18. Februar 1999 startete der Film in den deutschen Kinos, verliehen von dem (inzwischen inaktiven) Münchner Filmverleiher TiMe.

## Kritik
„Eine virtuose Studie über die Wahrnehmung von Zeit […] Wie nebenbei ist "Der 32. August" auch ein präzises Generationenporträt. Nicht zu wissen, was man will oder es so genau zu wissen, daß das Leben auf der Strecke bleibt irgendwo dazwischen suchen Simone und Philippe nichts anderes als ihr Glück.“

„Dieser hübsche Film der kanadischen Regie-Hoffnung Denis Villeneuve läßt offen, wo er spielt: in der Wirklichkeit oder im Traum, im Leben oder im Jenseits?“

„Ein sensibler Film über Selbstfindung und Liebe, geprägt von bildwirksamer Fabulierlust, einer intensiven Kameraarbeit sowie den beiden einfühlsamen Hauptdarstellern.“

„Nach der mysteriös-faszinierenden ersten halben Stunde [fällt die Story] ab, bietet keine neuen Ein- und Ansichten mehr. Ganz zum Schluß verschreibt sich der Regisseur dem Melodram und raubt seinem Film den letzten Rest an Glaubwürdigkeit und Humor.“

## Auszeichnungen (Auswahl)
- 1998: „Bayard d’Or“ als bester Film auf dem Internationalen Filmfestival des französischsprachigen Films Namur[8]
- 1998: Preis für den besten Film und die beste Regie auf dem Internationalen Festival der Nachwuchsregisseure Saint-Jean-de-Luz